# 3065 Sarahill
3065 Sarahill је астероид главног астероидног појаса чија средња удаљеност од Сунца износи 2,717 астрономских јединица (АЈ).
Апсолутна магнитуда астероида је 11,8.